# Akiko de Mikasa
Akiko de Mikasa (em japonês: 彬子女王; Tóquio, 20 de dezembro de 1981) é um membro da Casa Imperial do Japão e a filha mais velha do príncipe Tomohito de Mikasa e da princesa Nobuko de Mikasa. 

## Biografia
A Princesa Akiko é a filha mais velha do falecido Príncipe Tomohito de Mikasa, primo-irmão do Imperador Akihito, e da Princesa Tomohito de Mikasa. Sua irmã mais nova é a Princesa Yōko de Mikasa (n.1983). 
Em dezembro de 2001, ela adquiriu a maioridade e passou a poder desempenhar deveres públicos como princesa imperial.

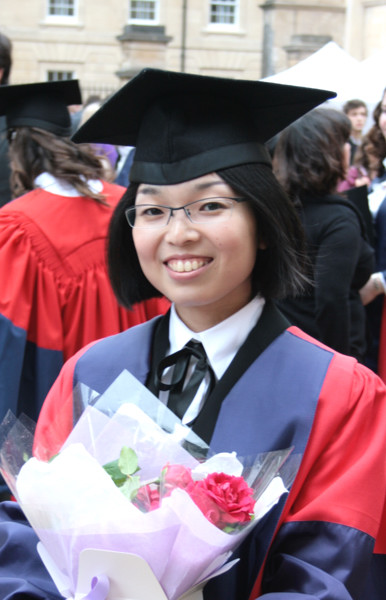
A Princesa durante sua formatura em Oxford, maio de 2011.

Durante sua formação, ela passou um ano acadêmico (2001-2002) na Inglaterra, estudando História e Arqueologia em Merton College, na Universidade de Oxford. Obteve seu bacharelado em História pela Universidade de Gakushuin em março de 2004.  Ainda em 2004, ela retornou à Inglaterra, como doutoranda no Instituto Oriental da Universidade de Oxford. Seu tema da pesquisa foi  "A Coleção William Anderson no Museu Britânico - O Interesse Ocidental pela Arte Japonesa no Século XIX". Em dezembro de 2006, a princesa auxiliou a Universidade de Tóquio na abertura de uma exibição especial sobre um movimento artístico conhecido como Japonismo. 
Em julho de 2007, a princesa participou de um simpósio na Universidade Ochanomizu sobre a coleção de arte de William Anderson. De janeiro a maio de 2008, ela esteve no Centro Clark de Arte e Cultura Japonesa, em Hanford, Califórnia, onde realizou pesquisas para sua tese e uma palestra sobre arte. Em janeiro de 2010, Akiko passou em seus exames finais para obtenção de um Ph.D pela Universidade de Oxford, tornando-se o segundo membro da Família Imperial Japonesa a conseguir tal feito; o primeiro foi o Príncipe Akishino, Ph.D em Ornitologia desde 1996. 
De outubro de 2009 a março de 2012, a Princesa Akiko trabalhou como estudante pós-doutora na Organização de Pesquisa Kinugasa da Universidade Ritsumeikan, em Quioto. Em abril de 2012, ela começou a trabalhar no Ginkaku-ji, um templo budista zen de Quioto, ao mesmo tempo em que se tornou professora associada visitante na Universidade Ritsumeikan.
Em janeiro de 2011, a princesa esteve em Sankt Anton am Arlberg, na Áustria, para ser a embaixadora do time japonês durante o Congresso INTERSKI daquele ano.
Em 6 de junho de 2012, seu pai, o Príncipe Tomohito de Mikasa, faleceu após longa batalha contra o câncer que culminou em falência de múltiplos órgãos. Akiko foi a principal pranteadora, durante o funeral xintoísta ocorrido no cemitério imperial de Toshimagaoka, em Tóquio.

## Títulos e tratamentos
- 20 de dezembro de 1981 — presente: Sua Alteza Imperial a princesa Akiko de Mikasa.